# Caleb Houstan

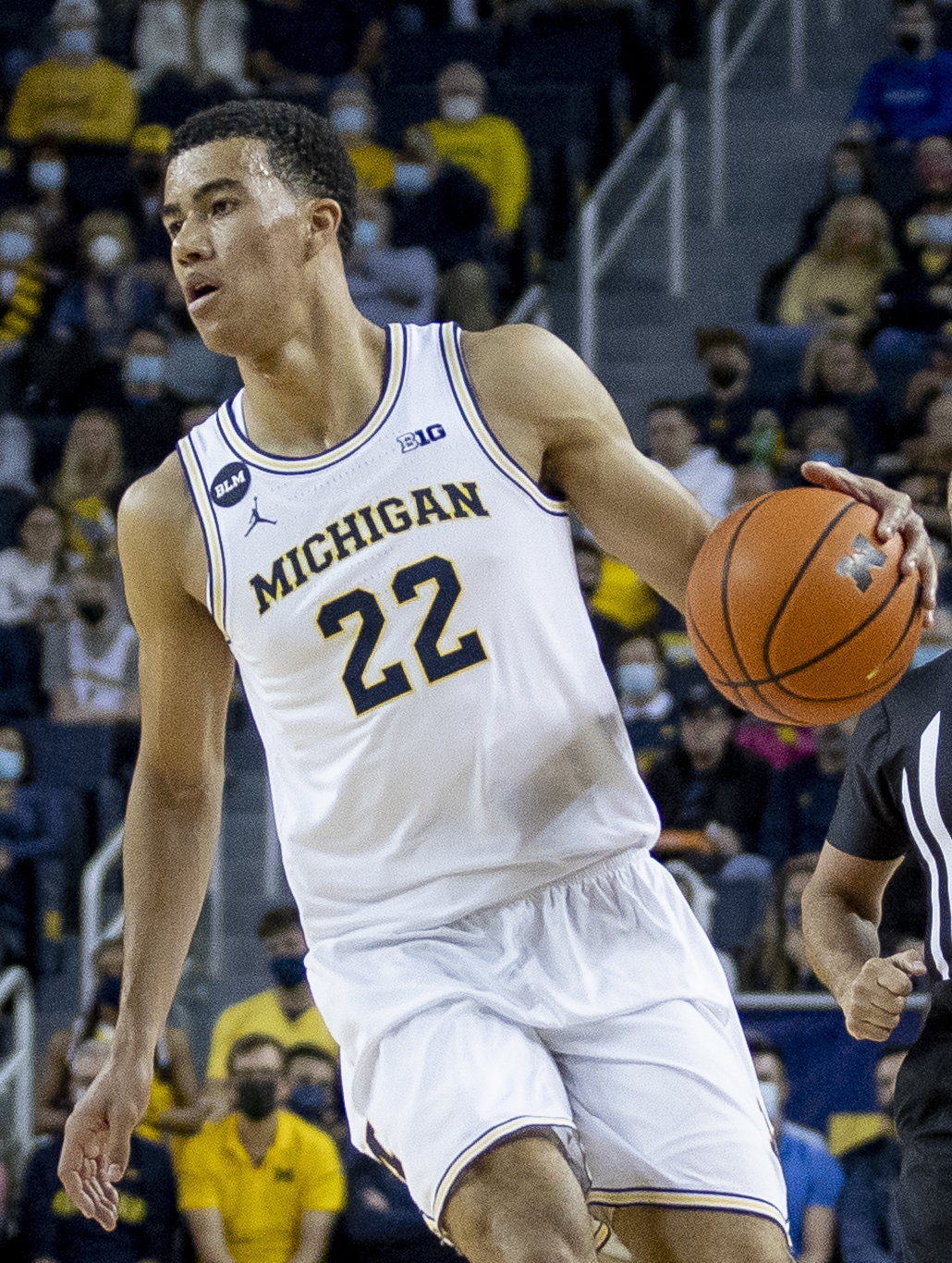
Caleb Houstan, 2021.

Caleb Michael David Houstan, född 9 januari 2003 i Mississauga i Ontario, är en kanadensisk professionell basketspelare (SF) som spelar för Atlanta Hawks i National Basketball Association (NBA). Han har tidigare spelat för Orlando Magic.
Houstan draftades av Orlando Magic i andra rundan i 2022 års draft som 32:a spelare totalt.
Innan han blev proffs studerade Houstan vid University of Michigan och spelade för universitetets idrottsförening Michigan Wolverines.